# Kazmortransflot
Kazmortransflot (russisch Казмортрансфлот) ist ein staatliches kasachisches Unternehmen mit Sitz in Aqtau. Aufgabe des Unternehmens ist der Aufbau und die Entwicklung einer nationalen Handelsflotte.
Zu Kazmortransflot gehören die beiden Tochterunternehmen Kazmortransflot Ltd. und LLP Ship Repair Plant of Mangistau region.
Hauptaktivitäten des Unternehmens sind der Erdöltransport, der Transport von Trockengut und andere damit verbundene Dienstleistungen.
Im April 2009 gab Kazmortransflot bei der russischen Krasnoje-Sormowo-Werft in Nischni Nowgorod drei Tankschiffe in Auftrag, die zwischen September 2009 und Mai 2010 geliefert wurden.